# Симаков, Николай Семёнович (военнослужащий)
Никола́й Семёнович Симако́в (27 июля (9 августа) 1915, Новониколаевск — 11 февраля 1969) — советский военнослужащий, организатор восстания в нацистском концентрационном лагере «Бухенвальд».

## Биография
Николай Семёнович Симаков родился 27 июля (9 августа) 1915 года в Новониколаевске, современный Новосибирск в семье переселенцев из Пензенской губернии Семёна Филипповича и Евдокии Константиновны Симаковых.
В 1931 году окончил среднюю школу, затем фабрично-заводское училище, работал слесарем в железнодорожном депо. Позднее окончил машиностроительный техникум и получил специальность техника по холодной обработке металла. В 1940 году был призван в Красную армию. Проходил службу в 87-м пограничном отряде, располагавшемся в городе Ломже Белостокской области (ныне Польша). Занимал должность старшего оружейного мастера. После начала 22 июня 1941 года Великой Отечественной войны пограничный отряд, в котором проходил службу Симаков, подвергся нападению со стороны войск нацистской Германии. Остатки отряда отступили в Пинские болота. В одном из боёв в июле 1941 года Симаков был ранен и попал в плен.
18 октября 1941 года Симаков был переведён в концентрационный лагерь «Бухенвальд». Работал в каменоломне, затем в шахте. Из-за тяжёлых условий жизни и труда заразился туберкулёзом. По правилам концлагеря больные туберкулёзом подлежали уничтожению — на них проводили медицинские эксперименты, вводили смертельную инъекцию. Однако по счастливому стечению обстоятельств Симаков оказался в руках члена действовавшего в концлагере подполья врача-австрийца, который вместо яда сделал укол безвредным веществом. Симакова спрятали в бараке для смертников и понемногу выходили. Там он познакомился с членами подполья, немецкими антифашистами Вальтером Бартеле и Густавом Вегерером, чехом Кветом Винцейном и другими. К марту 1943 года в концлагере была создана организация советских военнопленных, во главе которой стал Симаков; он же осуществлял координацию с международной группой. Симаковым был создан настоящий штаб, занимавшийся организацией подпольной жизни советских военнопленных, в который вошли офицеры Красной армии — такие, как И. И. Смирнов, отвечавший за военный сектор, Н. Ф. Кюнг, отвечавший за сектор безопасности и М. Левшенков, ответственный за политический сектор. Особая группа под руководством конструктора Б. Сироткина и инженеров Л. Орлова и Б. Даниленко занималась организацией диверсий на предприятиях, на которых работали заключённые. Благодаря связям с другими национальными группами и собранному из украденных деталей радиоприёмнику, руководимая Симаковым группа занималась информированием заключённых положением на воле, прежде всего — на фронтах, она даже выпускала рукописную газету «Правда пленных». В течение целого года проработала подпольная школа, в которой обучали заключённых детей.
Однако, главными задачами группы Симакова были подготовка вооружённого восстания и спасение приговорённых к смерти людей. Пленными офицерами Н. Потаповым, П. Фортунатовым и К. Карцевым был подготовлен детальный план восстания. К ноябрю 1943 года из советских заключённых была образована бригада, командиром которой стал Степан Бакланов, комиссаром —
Михаил Левшенков, а начальником штаба — Николай Симаков. К началу апреля 1945 года было готово восстание, которое должно было ударить в тыл нацистам и помочь приближавшимся американским войскам генерала Джорджа Смита Паттона. Однако, 10 апреля нацисты решили эвакуировать 480 советских военнопленных из «Бухенвальда». В число предназначенных к эвакуации попали и Симаков с Баклановым, так что руководство русским штабом восстания перешло к Кюнгу, Карцеву и Смирнову. Успешное восстание началось 11 апреля, уже без Симакова.
Тем временем, эвакуируемые были погружены в железнодорожные вагоны, которые направились вглубь Германии. По пути многие пленные, воспользовавшись общей неразберихой, спрыгивали из вагонов через проделанные в их стенах дыры — также поступили и Симаков с Баклановым. Нацисты не решились остановить эшелон для организации погони, и через двое суток Симаков и его товарищи вышли к германско-чехословацкой границе в районе города Раковника, где присоединились к встретившемуся им чехословацкому партизанскому отряду. 9 мая партизанский отряд соединился с частями Красной армии. Симаков был зачислен в состав 161-го запасного стрелкового полка, а 25 мая переведён в 524-й полк 112-й стрелковой дивизии. Был демобилизован 20 ноября 1945 года и вернулся в Новосибирск.
В 1946 году Николай Симаков был арестован МГБ и провёл два года в заключении в Новосибирске и Москве. Следствие интересовалось подробностями подготовки восстания в «Бухенвальде» и информацией об участвовавших в нём людях. В 1948 году Симаков был освобождён без предъявления обвинения. После освобождения вернулся в Новосибирск. В 1950-х годах работал местным руководителем отдела снабжения Министерства автомобильной промышленности СССР. В 1957 году был выбран одним из представителей от СССР в Международном комитете узников лагерей «Бухенвальд» и «Миттельбау-Дора».
Скончался 11 февраля 1969 года от полученного в нацистском лагере туберкулёза.

## Награды
Николай Семёнович Симаков был отмечен следующими боевыми наградами:
- Орден Славы третьей степени
- Медаль «За борьбу против фашизма» (ГДР)

## Память
- В Новосибирске на доме, где Николай Симаков жил с 1959 по 1963 год (Советская улица, 49) открыта мемориальная доска[1][3].
- В новосибирской школе № 192 11 февраля 1999 года был открыт музей его имени[1].